# دین‌های نجات‌گرای چینی

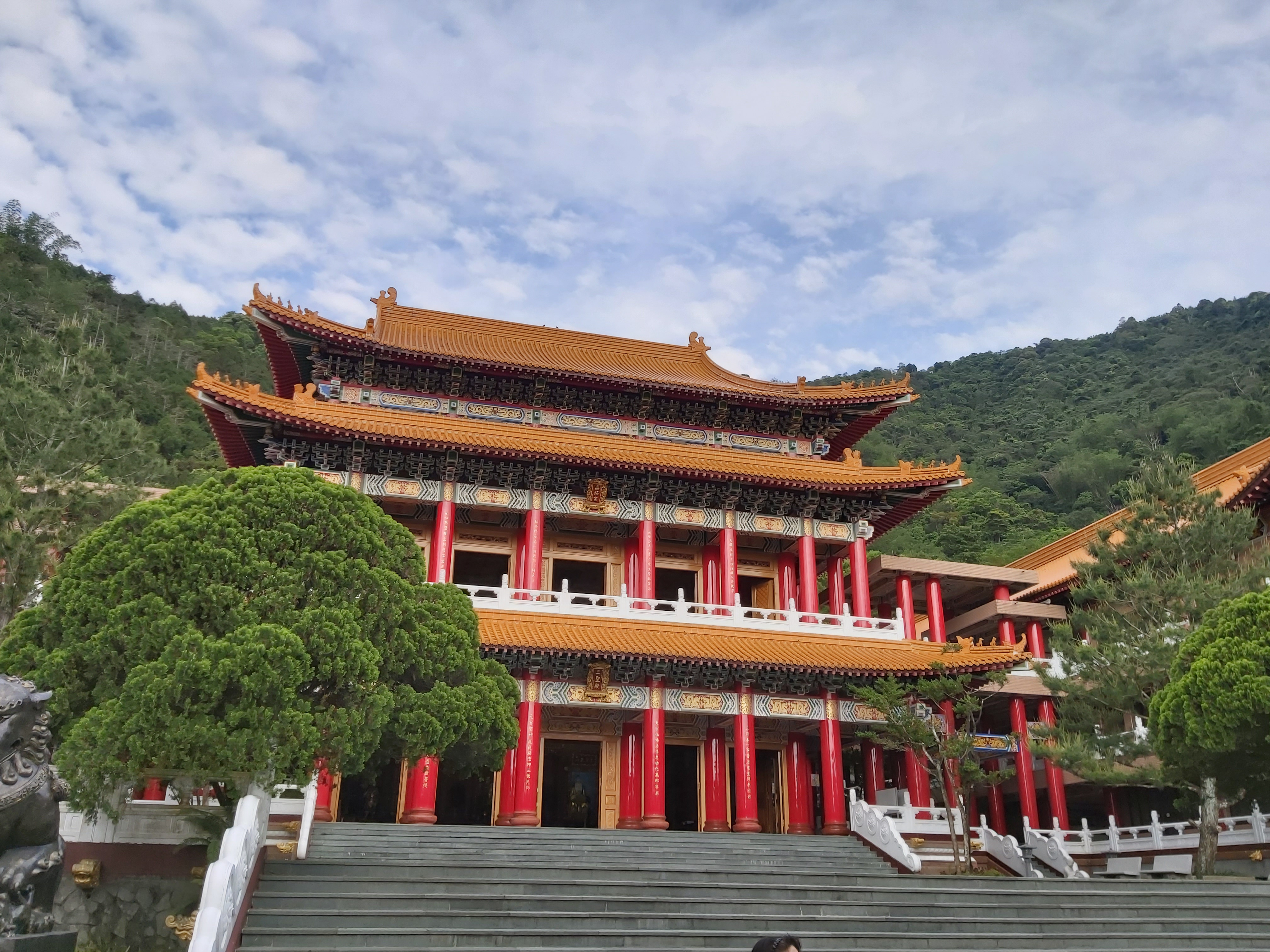
معبد بودایی تیان‌یوان واقع در شهر نانتو (تایوان).

دین‌های نجات‌گرای چینی (انگلیسی: Chinese salvationist religions) یک سنت دینی چینی است که با توجه به رستگاری (اجرای اخلاقی) فرد و جامعه مشخص می‌شود. آنها با مساوات‌خواهی، یک فرد کاریزماتیک مؤسس که اغلب از وحی الهی مطلع می‌شود، یک الهیات خاص نوشته‌شده در متون مقدس یا کتاب آسمانی، یک هزاره‌گرایی متمایز می‌شوند. فرجام‌شناسی و مسیر رستگاری داوطلبانه، تجربه‌ای تجسم‌یافته از اعیان از طریق شفا و تزکیه نفس، و جهت‌گیری گسترده از طریق بشارت و انسان‌دوستی.
برخی از پژوهشگران این دین‌ها را یک پدیده واحد می‌دانند و برخی دیگر آنها را چهارمین مقوله مذهبی بزرگ چینی در کنار کنفسیوس‌گرایی، آیین بودایی و تائوئیسم می‌دانند. عموماً این دین‌ها بر پرستش خدای جهانی مطلق (فلسفه) متمرکز هستند که به صورت مذکر، مؤنث یا بدون جنسیت نمایش داده می‌شود و پدرسالاران مقدس خود را تجسم خدا می‌دانند.